# Wappen von La Palma

Wappen der Insel La Palma seit 31. Oktober 1975

Das Wappen von La Palma wurde in seinem Dekret 2921 vom 31. Oktober 1975 von Juan Carlos de Borbón in seiner Eigenschaft als Príncipe de España drei Wochen vor seiner Königsproklamation bestätigt. Dieses Dekret wurde am 13. November 1975 im Boletín Oficial del Estado veröffentlicht.

## Beschreibung
In der Heraldik werden die Bezeichnungen rechts und links grundsätzlich aus der Sicht der Person verwendet, die den Schild vor sich her tragen würde, also entgegengesetzt zur Sicht des Betrachters.
Der blaue Wappenschild zeigt über sechs silbernen und blauen Wellenbalken einen goldenen, schwarz vermauerten Turm, auf dem sich die rotgewandete Büste des Erzengels Michaels mit silbernem Brustpanzer, ebensolchen Flügeln und goldenem Nimbus erhebt, der in seiner Rechten eine goldene Waage hält. Der Turm wird zu seiner Linken von einer goldenen Palme begleitet. Der goldene Schildrand ist mit fünf naturfarbenen Veilchenblüten in der Anordnung 2:2:1 belegt. Auf dem Schild ruht die geschlossene spanische Königskrone.

## Historische Herkunft der Wappenbestandteile
Die Darstellung eines Wappens, welches einen Turm mit der Büste des Erzengels Michael trägt, erscheint erstmals auf dem sog. „Pendón de la Conquista“, das im Rathaus von Santa Cruz de La Palma aufbewahrt und zwischen 1536 und 1556 datiert wird. Der Erzengel Michael war der Tagesheilige am Landungstag der kastilischen Eroberer unter Alonso Fernández de Lugo auf La Palma, dem 29. September 1492. Die Palme bezieht sich auf den Inselnamen. Das La Palma-Veilchen (violeta de cumbres, Viola palmensis) ist auf der Insel an den Hängen des Vulkans Taburiente in Höhen über 2000 m endemisch und wurde zusammen mit dem goldenen Schildrand eingeführt, um das Inselwappen deutlich von dem seiner Hauptstadt Santa Cruz de La Palma abzugrenzen. 